# Mauritius herrlandslag i fotboll
Mauritius herrlandslag i fotboll representerar Mauritius i fotboll. Laget spelade sin första match 1947 i Réunion, då man ännu var fransk besittning, och vann med 2-1 mot Madagaskar, i turneringen Triangulaire.
Laget kallas Club Moch kontrolleras av Mauritius fotbollsförbund. Laget har aldrig kvalificerat sig för slutspel i fotbolls-VM.
Lagets bästa resultat hittills har varit kvartsfinal i COSAFA Cup, där de slog Sydafrika med 2-0 i januari 2004.